# Њу Мадрид (Мисури)
Њу Мадрид (енгл. New Madrid) град је у америчкој савезној држави Мисури.

## Демографија
По попису из 2010. године број становника је 3.116, што је 218 (-6,5%) становника мање него 2000. године.
| Група             | 2000.         | 2010.         |
| Белци             | 2.402 (72,0%) | 2.242 (72,0%) |
| Афроамериканци    | 883 (26,5%)   | 796 (25,5%)   |
| Азијати           | 10 (0,3%)     | 8 (0,3%)      |
| Хиспаноамериканци | 23 (0,7%)     | 25 (0,8%)     |
| Укупно            | 3.334         | 3.116         |